# Syndrome des canaux de Müller persistants
 Mise en garde médicale
Le syndrome des canaux de Müller persistants, ou syndrome de persistance des canaux de Müller est une malformation congénitale rare atteignant les organes génitaux masculins. La persistance des  canaux de Müller au cours du développement embryonnaire entraîne la formation d'un utérus et de trompes de Fallope conjointement à des organes génitaux externes masculins (pénis et scrotum) normaux. Il existe également une cryptorchidie (testicules en position intra-abdominale), et parfois une hernie inguinale ; l'infertilité est fréquente,. Dans 45 % des cas, une mutation du gène de l'hormone anti-müllérienne est retrouvée. La transmission se fait sur un mode autosomique récessif,.